# Xaniona quadriguttata
Xaniona quadriguttata är en insektsart som först beskrevs av Franz Xaver Fieber 1872.  Xaniona quadriguttata ingår i släktet Xaniona och familjen dvärgstritar.
Artens utbredningsområde är Grekland. Inga underarter finns listade i Catalogue of Life.